# Petrovac, Prokuplje
Petrovac (izvirno srbsko Петровац) je naselje v Srbiji, ki upravno spada pod Občino Prokuplje; slednja pa je del Topliškega upravnega okraja.

## Demografija
V naselju, katerega izvirno (srbsko-cirilično) ime je Петровац, živi 364 polnoletnih prebivalcev, pri čemer je njihova povprečna starost 47,3 let (45,2 pri moških in 49,8 pri ženskah). Naselje ima 151 gospodinjstev, pri čemer je povprečno število članov na gospodinjstvo 2,89.
To naselje je, glede na rezultate popisa iz leta 2002, večinoma srbsko.
|  |

| Demografija | Demografija     | Demografija     |
| Leto        | Št. prebivalcev | Št. prebivalcev |
| ----------- | --------------- | --------------- |
|             |                 |                 |
|             |                 |                 |
|             |                 |                 |
|             |                 |                 |
| 1948        | 795             |                 |
| 1953        | 824             |                 |
| 1961        | 834             |                 |
| 1971        | 682             |                 |
| 1981        | 615             |                 |
| 1991        | 367             | 361             |
| 2002        | 457             | 436             |
|             |                 |                 |

| Etnična sestava po popisu iz leta 2002 | Etnična sestava po popisu iz leta 2002 | Etnična sestava po popisu iz leta 2002 | Etnična sestava po popisu iz leta 2002 | Etnična sestava po popisu iz leta 2002 |
| -------------------------------------- | -------------------------------------- | -------------------------------------- | -------------------------------------- | -------------------------------------- |
| Srbi                                   | Srbi                                   |                                        | 401                                    | 91,97%                                 |
| Romi                                   | Romi                                   |                                        | 3                                      | 0,68%                                  |
| Hrvati                                 | Hrvati                                 |                                        | 1                                      | 0,22%                                  |
| Neznano                                | Neznano                                |                                        | 30                                     | 6,88%                                  |